# St. Johann (Oberneuland)
St. Johann ist eine evangelische Pfarrkirche in Bremen im Stadtteil Oberneuland, Oberneulander Landstraße 41/Hohenkampsweg 6. Sie wurde 1860 im Stil der Neugotik vollendet.

## Geschichte

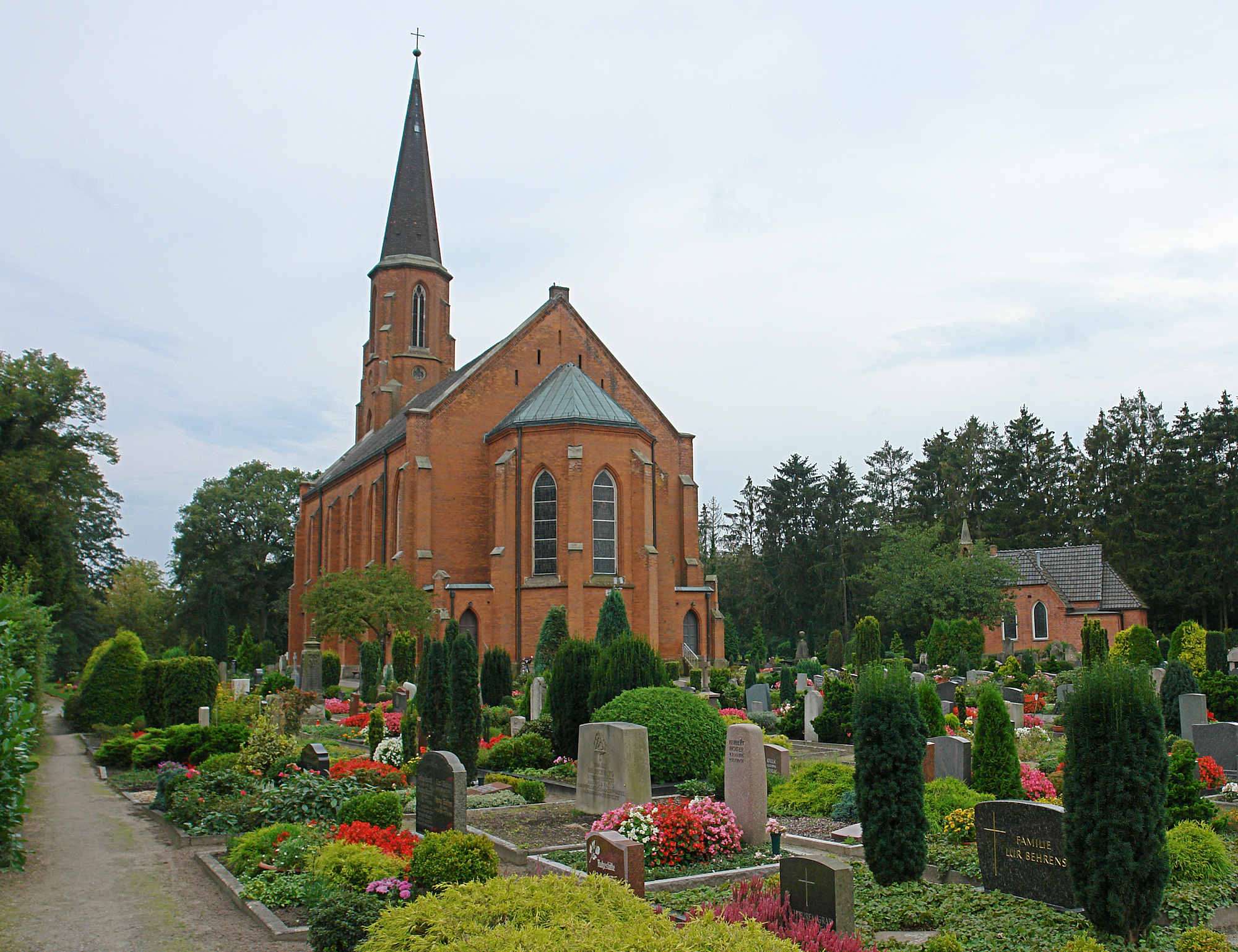
St. Johann mit Friedhofskapelle

Ein kleiner, baufälliger, romanischer Vorgängerbau stammte aus dem 12. Jahrhundert. Die Kirche erhielt den Namen St. Johann nach Johannes dem Täufer.
Es folgte von 1858 bis 1860 der Neubau einer deutlich größeren neugotischen Backsteinkirche nach Plänen von Heinrich Müller. Die Kirche erhielt im Jahr 1937 einige prägende Veränderungen. Das Satteldach wurde statt der schwarzen Schieferbedachung
mit Hohlpfannen neu gedeckt. Die Fial- und Kreuzblumenaufsätze verschwanden.

## Architektur

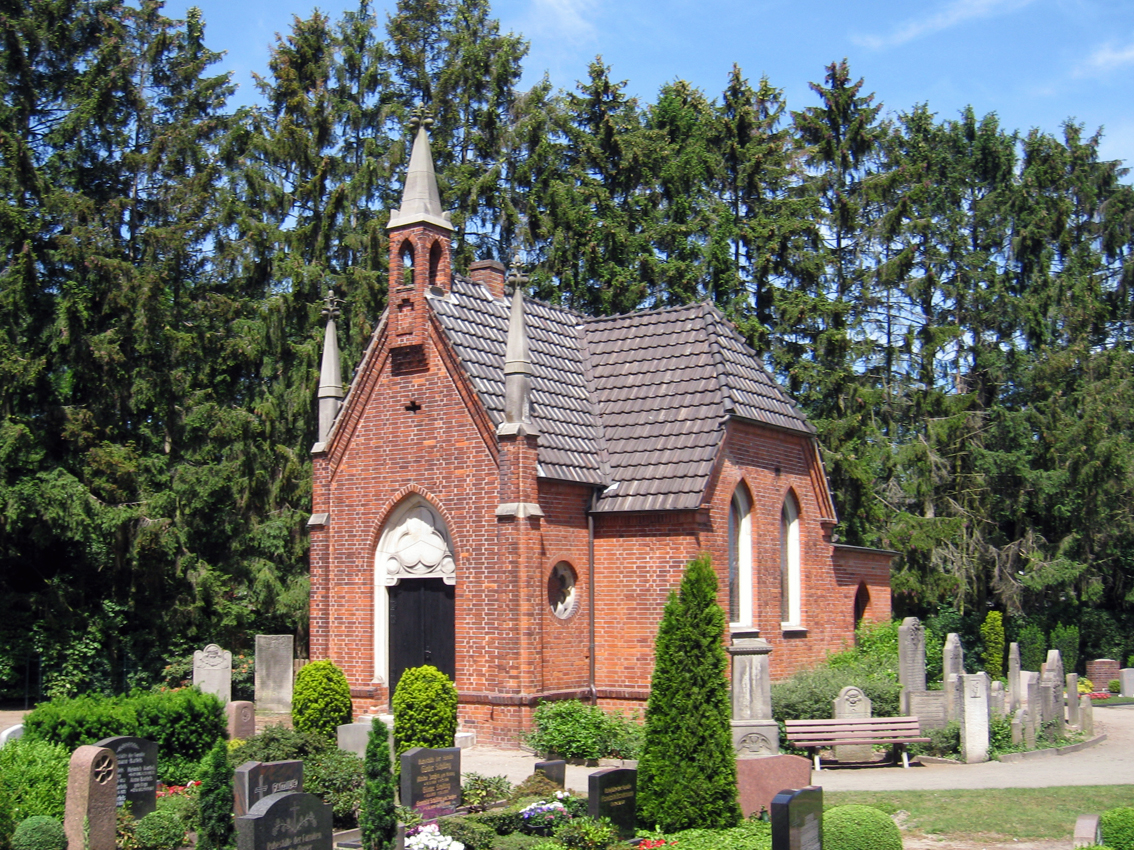
Friedhofskapelle

Die einschiffige Hallenkirche hat einen eingezogenen Chor mit Fünfachtelschluss. Die Seitenwände des Schiffs sind durch fünf spitzbogige, hohe Fenster mit dreibahnigem Maßwerk und sechs schlanke, abgetreppte Strebepfeiler gegliedert. Ein großer spitzbogiger Triumphbogen öffnet den Chor zum Kirchenschiff. Der Chor ist gegenüber dem Schiff um drei Stufen erhöht.
Die Kirche hat einen dreigeschossigen Westturm auf quadratischem Grundriss mit mehrfach abgetreppten Strebepfeilern. Zwei flankierende Anbauten mit Pultdächern werden durch spitzbogige Seiteneingänge erschlossen. Die Turmhöhe mit der Spitze beträgt 45 Meter. Der achteckige Turmhelm über dem Glockenstuhl wurde zu Beginn mit anthrazitfarbigen Schieferplatten eingedeckt. Die Uhr befindet sich in einer Höhe von über 30 Meter. Ein spitzbogiges Westportal mit zweifach abgestuftem Gewände hat in der Spitze eine Rosette mit Maßwerk.
Auf dem Kirchfriedhof Oberneuland gibt es Kriegsgräber und ein Ehrenmal für Gefallene beider Weltkriege. Neben der Kapelle stehen historische Grabsteine ehemaliger Gräber. Es gibt viele Grabsteine von vor 1930.
Die Kirche steht seit 1999 unter Bremer Denkmalschutz (Siehe Liste der Kulturdenkmäler in Oberneuland#1234).

## Innenausstattung

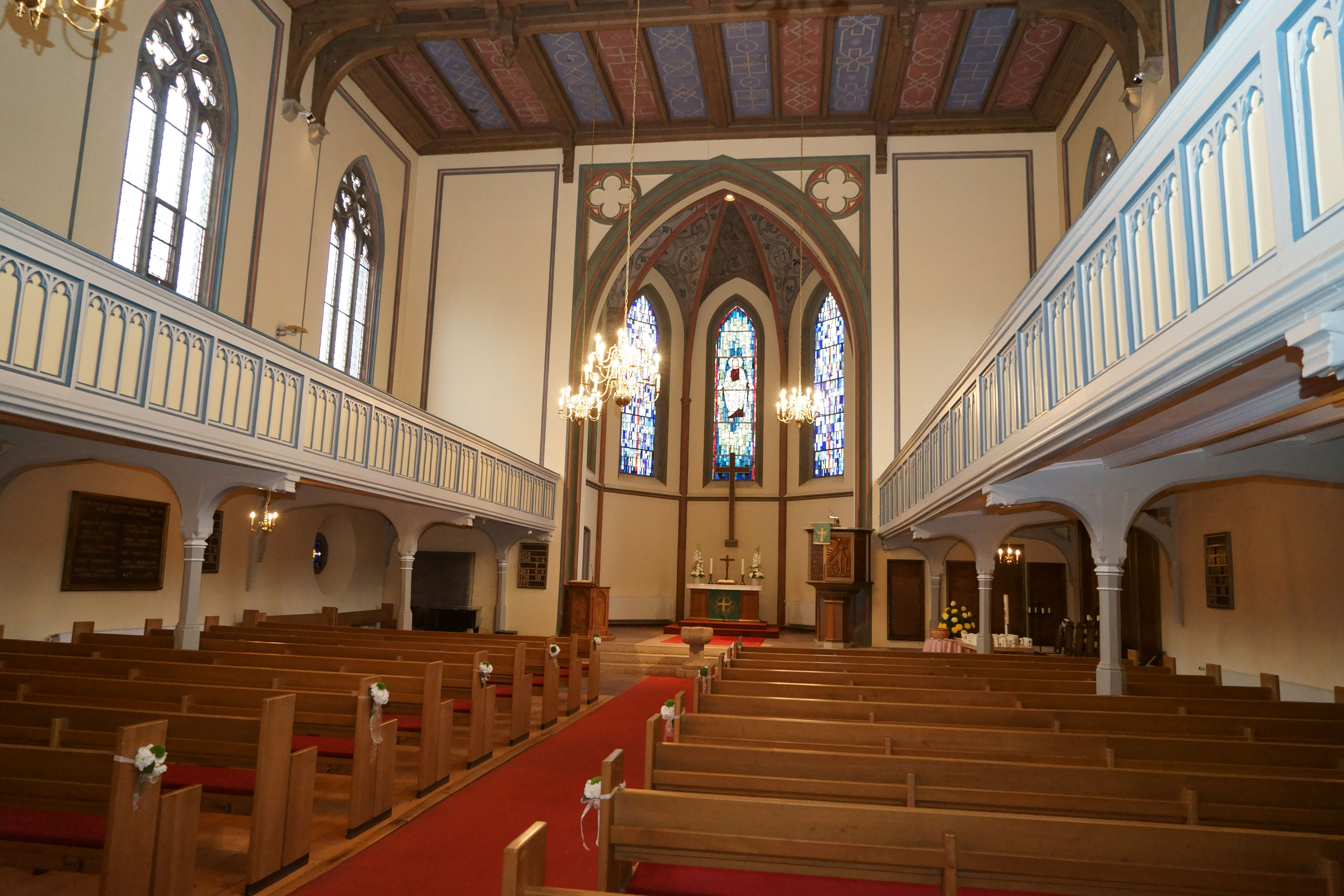
Innenraum mit Blick auf den Chor

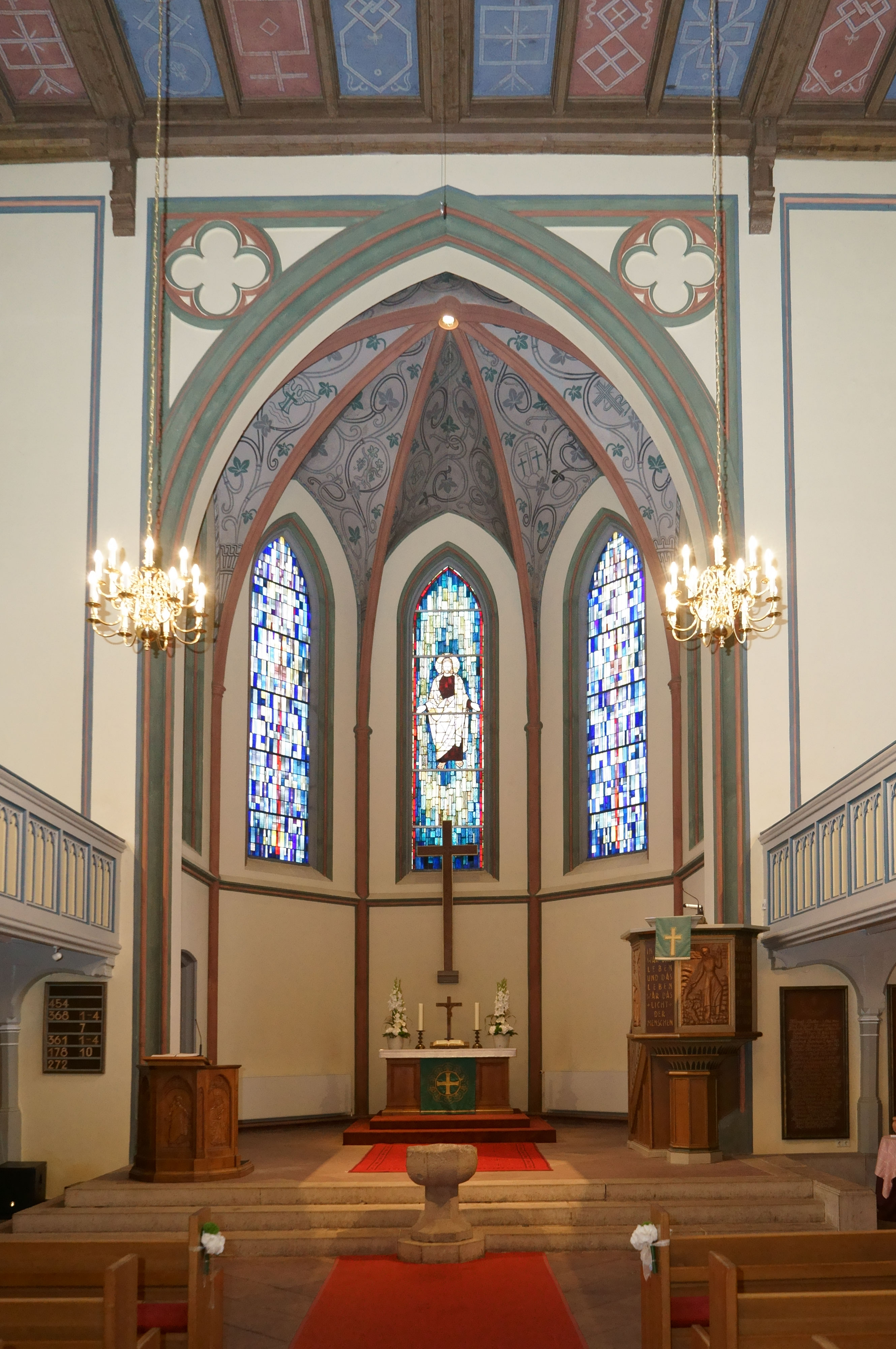
Chor

Im Innern hat eine dreiseitige umlaufende Empore kassettierte Füllungen mit je drei Spitzbogen. Eine flache, ausgemalte Kastendecke ersetzte um 1930 die gotische Deckenwölbungen. Die Ausmalung stammt von Otto Fischer-Trachau (1878–1958) aus Hamburg. Die Decke ruht auf Querunterzügen mit konkav geformten Konsolen.
Der axial in der Apsis aufgestellte Blockaltar ist um zwei Stufen erhöht. Die polygonale, hölzerne Kanzel ruht auf einem achteckigen Fuß. Ursprünglich über dem Altar, ist sie sich rechts vom Taufstein aufgestellt. Der pokalförmige, achteckige Taufstein ist der älteste Gegenstand der Kirche. Er steht in der Mitte der Kirche axial vor der Bogen. Das Mittelfenster im Osten in der Apsis stellt den segnenden Christus dar. Dieses Fenster befand sich früher im Bremer Dom und soll vor 1850 geschaffen worden sein, in Nachahmung des Segnenden Christus von Bertel Thorvaldsen.
In den 1960er Jahren wurde das Kirchengestühl im unteren Teil ersetzt. Es lässt einen Mittelgang frei.

## Orgel

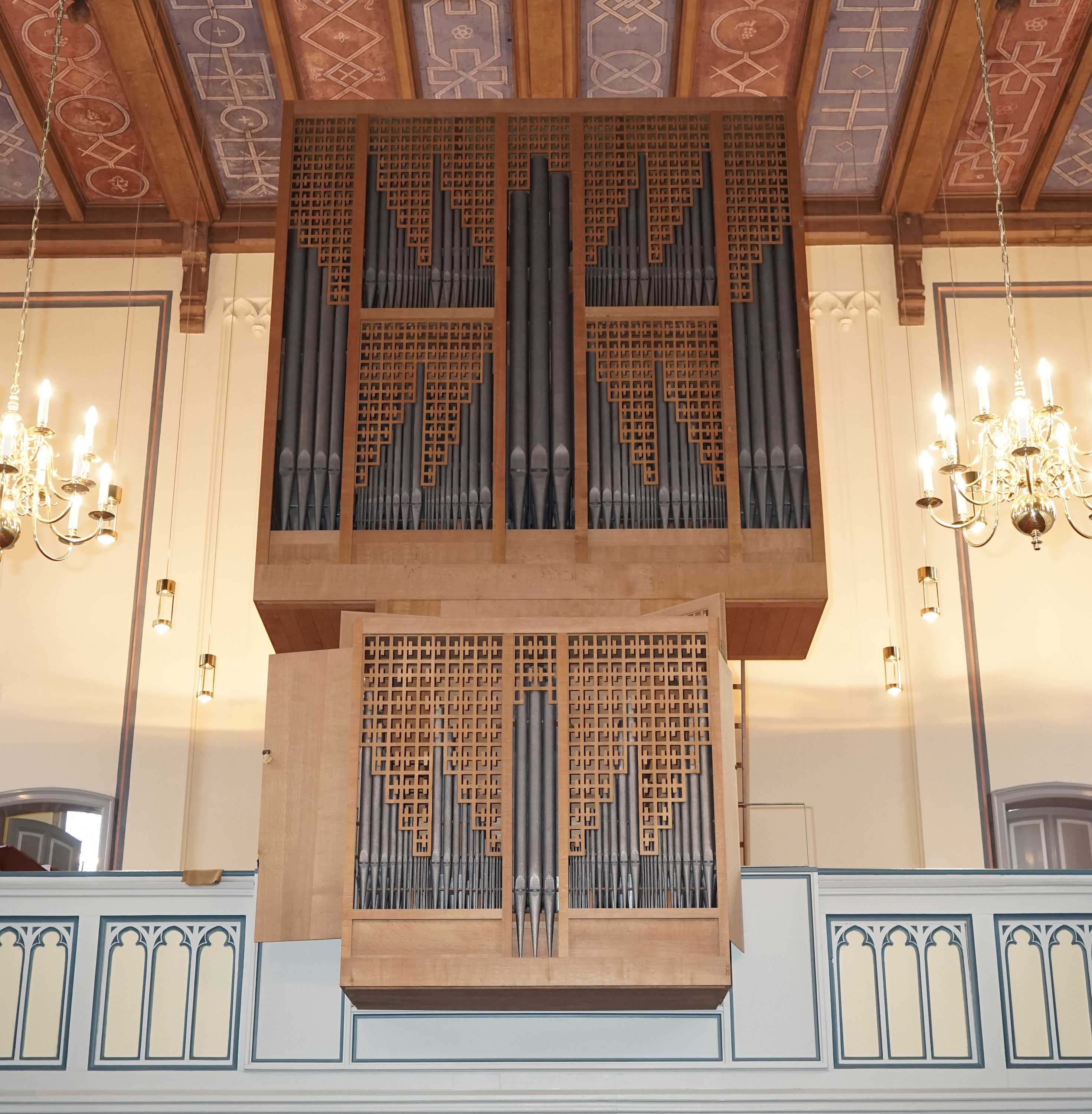
Ahrend-Orgel

Die Vorgängerorgel stammte von Orgelbauer Focke aus dem Jahr 1860 und wurde 1938 von der Firma Steinmeyer erweitert. Als sie abgängig war, schuf die ostfriesische Orgelwerkstatt Ahrend & Brunzema im Jahr 1966 ein neues Instrument mit 22 Registern. 1996 wurden von Ahrend sieben Stimmen auf einem dritten Manual ergänzt, dessen Ausbau schon vorbereitet war. Klanglich und durch die Aufteilung auf verschiedene Werke steht die Orgel in der Tradition der norddeutschen Barockorgel. Architektonisch ist sie modern und vom Strukturalismus geprägt. Der Prospekt des Rückpositivs in der Brüstung ist ebenso wie das Hauptwerk quadratisch gestaltet. Im Hauptwerk werden das mittlere und die beiden äußeren schmalen Pfeifenfelder durch zweigeschossige breite Flachfelder verbunden, während im Rückpositiv das schmale Mittelfeld von zwei breiten Flachfeldern flankiert wird. Alle Felder werden durch Gitterwerk abgeschlossen. Seit der Erweiterung hat die Orgel folgende Disposition mit 29 Registern:
| I Rückpositiv C–f3      |    |
| Gedackt                 | 8′ |
| Praestant               | 4′ |
| Rohrflöte               | 4′ |
| Principal               | 2′ |
| Gemshorn                | 2′ |
| Sesquialtera II (ab c0) |    |
| Scharf                  |    |
| Dulcian                 | 8′ |

| II Hauptwerk C–f3 |     |
| Quintadena        | 16′ |
| Praestant         | 8′  |
| Hohlflöte         | 8′  |
| Oktave            | 4′  |
| Spitzflöte        | 4′  |
| Oktave            | 2′  |
| Mixtur            |     |
| Trompete          | 8′  |

| III Brustwerk C–f3 |        |
| Holzgedackt        | 8′     |
| Holzflöte          | 4′     |
| Nasat              | 3′     |
| Waldflöte          | 2′     |
| Tertia             | 1 3⁄5′ |
| Quinte             | 1 ⁄3′  |
| Regal              | 8′     |

| Pedal C–f1 |     |
| Subbaß     | 16′ |
| Oktave     | 8′  |
| Oktave     | 4′  |
| Posaune    | 16′ |
| Trompete   | 8′  |
| Kornett    | 2′  |

## Kirchgemeinde
Die aktuelle Aktivitäten der Kirchengemeinde sind u. a.: Seniorenkreis, Gesprächskreis, Kinderchor, Kirchenchor terra nova, Posaunenchor, Christliche Pfadfinder.
Der Kindergarten im alten Pfarrhauses wurde 2012 für einen Neubau mit einer Mensa abgerissen.